# Anggrawati
Anggrawati is een bestuurslaag in het regentschap Majalengka van de provincie West-Java, Indonesië. Anggrawati telt 2160 inwoners (volkstelling 2010).